# Belmonte Mezzagno
Belmonte Mezzagno (tiếng Sicilia: Bermunte Minzagnu) là một đô thị (comune) trong tỉnh Palermo, vùng Sicilia, Ý. Đô thị này có diện tích 29,2 km2, dân số theo điều tra năm 2004 của Cục thống kê quốc gia Ý là 10.424 người. Đô thị này nổi tiếng với dầu ô liu và phô mai sữa dê.